# Ржавчик (Харьковская область)
Ржавчик (укр. Ржавчик) — село, Ржавчикский сельский совет, 
Первомайский район, Харьковская область.
Код КОАТУУ — 6324586801. Население по переписи 2001 года составляет 831 (377/454 м/ж) человек.
Является административным центром Ржавчикского сельского совета, в который, кроме того, входит село
Радомисловка.

## Географическое положение
Село Ржавчик находится на берегу реки Орелька,
выше по течению примыкает село Кашпуровка,
ниже по течению на расстоянии в 2,5 км расположено село Закутневка.
Село вытянуто вдоль реки на 6,5 км.
На расстоянии в 4 км расположен город Первомайский.
Часть село раньше была селом Чичеровка.

## История
- 1821 — основан как хутор Ржавец.
- 1950 — переименовано в село Ржавчик.

## Экономика
- Птице-товарная ферма.
- Сельхозпредприятие «Топфарминг».
- ООО «Ржавчик».

## Объекты социальной сферы
- Фельдшерско-акушерский пункт.
- Детский сад.
- Общеобразовательная школа І-ІІІ ступеней.

## Достопримечательности
- Братская могила советских воинов. Похоронено 56 воинов.